# The Blue Room E.P.
The Blue Room E.P. è il secondo EP del gruppo musicale britannico Coldplay, pubblicato l'11 ottobre 1999 dalla Parlophone.

## Descrizione
Contiene alcuni brani provenienti dall'EP precedente (come Bigger Stronger e Such a Rush) ed altri che verranno inseriti nell'album di debutto Parachutes, come Don't Panic (il quale divenne il quarto singolo estratto dall'album).
Il disco venne stampato inizialmente in una tiratura limitata a 5 000 copie, venendo successivamente ristampato nel 2001.
La copertina dell'album fu estratta da un numero del National Geographic Magazine del 1997.
Il brano See You Soon diventerà successivamente parte integrante della scaletta dell'A Rush of Blood to the Head Tour e verrà inserito nell'album dal vivo Live 2003.

## Tracce
Testi e musiche di Guy Berryman, Jonny Buckland, Will Champion e Chris Martin.
1. Bigger Stronger – 4:49
2. Don't Panic – 2:38
3. See You Soon – 2:51
4. High Speed – 4:16
5. Such a Rush – 4:57

## Formazione
Gruppo
- Chris Martin – voce, pianoforte, chitarra acustica
- Jonny Buckland – chitarra elettrica
- Guy Berryman – basso
- Will Champion – batteria

Produzione
- Coldplay – produzione
- Nikki Rosetti – produzione, ingegneria del suono
- Chris Allison – produzione, registrazione, missaggio (tracce 2-4)
- Barny – assistenza alla produzione, registrazione e missaggio (tracce 2-4)